# 호나우두 다 코스타
호나우두 다 코스타(브라질 포르투갈어: Ronaldo da Costa, 1970년 6월 7일 ~ )는 브라질의 육상 선수이다.

## 인물 정보
데스코베르투에서 태어난 다 코스타는 1995년 팬아메리칸 게임 10000m 경기에서 동메달을 획득하고, 이듬해 애틀랜타 올림픽에서는 10000m 경기에 나갔지만 예선에서 탈락했다.
1998년 베를린 마라톤 대회에서 2시간 6분 5초로 세계 신기록을 세워 벨라이네 덴사모의 10년 기록을 깼다.